# Monumento ao Tratado de Waitangi

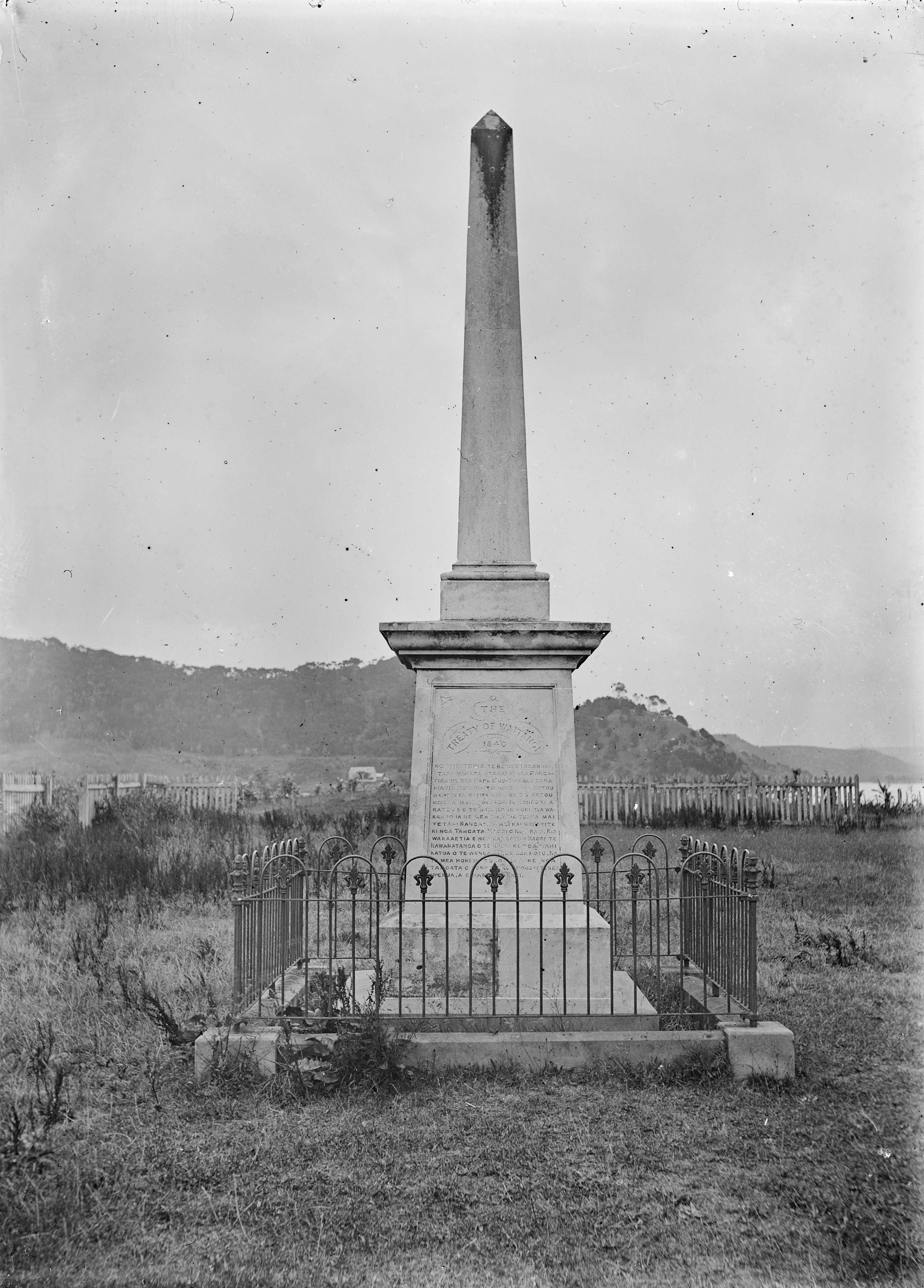
Monumento ao Tratado de Waitangi em 1912

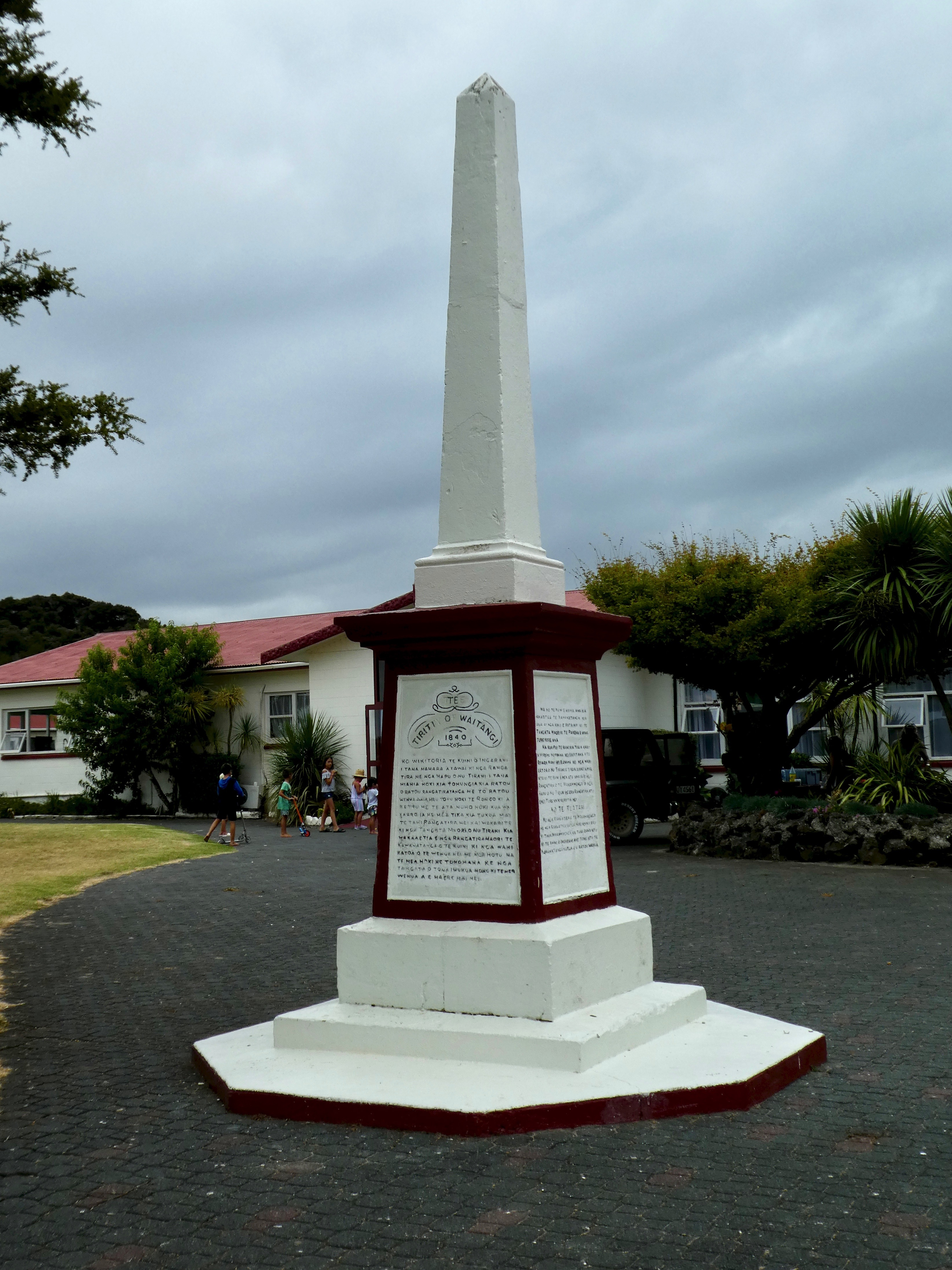
Monumento ao Tratado de Waitangi em 2019

O Monumento ao Tratado de Waitangi, também conhecido como memorial Te Tii, está registado no Heritage New Zealand (anteriormente conhecido como New Zealand Historic Places Trust) como uma estrutura de Categoria I.
O monumento foi construído por volta de 1880-1881 e foi inaugurado em 26 de março de 1881. A sua inscrição mostra o texto completo em sua versão Māori do Tratado de Waitangi.
O monumento foi registado como um item de património de Categoria I pelo Historic Places Trust em 19 de março de 1987 com o número de registo 71.  Ele está localizado na Parada Te Karuwha em Paihia.